# ツルティム・ケサン
ツルティム・ケサン（チベット文字：ཚུལ་ཁྲིམས་སྐལ་བཟང་; ワイリー方式：Tshul khrims skal bzang、1942年12月15日 - ）は、チベット出身で日本在住の仏教学者、大谷大学名誉教授。チベット仏教学専攻。
日本名・白館戒雲。西チベット、シェーカルに生まれる。1972年インド、ヴァラーナシー・サンスクリット大学大学院修士課程修了。1974年来日、1984年日本に帰化、大谷大学講師、助教授、教授、2013年名誉教授。2012年仏教伝道文化賞受賞。

## 著書
- 『チベットの学問仏教』新井慧誉訳 山喜房仏書林 寿徳寺文庫 1979
- 『現代チベット語教本』小野田俊蔵訳 国際仏教徒協会 1980
- 『インド密教思想史』西蔵仏教文化協会 日蔵仏教文化叢書 1994

### 共著
- 『浄土仏教の思想 第3巻 龍樹・世親・チベットの浄土教・慧遠』 講談社 1993
チベットの浄土教を担当、他は藤田宏達・桜部建。
- 『智恵の言葉 『サキャ・レクシェー』の教え』正木晃共著 角川書店 1997
- 『チベットの「死の修行」』正木晃共著 角川選書 2000
- 『チベット密教』正木晃共著 ちくま新書 2000／ちくま学芸文庫（増補版） 2008
- 『チベット密教図説マンダラ瞑想法』正木晃共著 ビイング・ネット・プレス 実践講座 2003

### 翻訳
- ツォンカパ『吉祥秘密集会成就法清浄瑜伽次第 チベット密教実践入門』北村太道共訳 永田文昌堂 チベット密教資料翻訳シリーズ 1995
- ツォンカパ『チベットの密教ヨーガ 深い道であるナーローの六法の点から導く次第、三信具足』山田哲也共訳 文栄堂書店 1999
- ツォンカパ『秘密集会安立次第論註釈 チベット密教の真髄』北村太道共訳 永田文昌堂 チベット密教資料翻訳シリーズ 2000
- ツォンカパ『悟りへの階梯 チベット仏教の原典『菩提道次第論』』藤仲孝司共訳 UNIO 2005
- ツォンカパ『菩提道次第大論の研究』藤仲孝司共訳著 文栄堂書店 2005
- ガムポパ『解脱の宝飾 チベット仏教成就者たちの聖典『道次第・解脱荘厳』』藤仲孝司共訳 UNIO 2007
- 『解脱に往く善き道・甚深なる義の明らかな太陽 チベット撰述金剛般若経註 チョネ・タクパシェードップ著の和訳研究』
藤仲孝司共著 大本山成田山新勝寺成田山仏教研究所 2010
- ツォンカパ『秘密道次第大論 上 (無上瑜伽タントラ概説)』北村太道共訳 永田文昌堂 チベット密教資料翻訳シリーズ 2012
- ツォンカパ『菩提道次第大論の研究 Ⅱ』藤仲孝司共訳著 UNIO 2014
- ツォンカパ『菩提道次第大論の研究 Ⅲ』藤仲孝司共訳著 UNIO 2017

## 論文
ツルティム・ケサン(白館戒雲)「経部行中観派と瑜伽行中観派の学派分類について」『印度學佛教學研究』第51巻第1号、日本印度学仏教学会、2002年、416-412頁、doi:10.4259/ibk.51.416、ISSN 0019-4344、NAID 130003831886。
- Tshul khrim skal bzaṅ, ཨཱ་ཙརྱ་ཁང་དཀར་ཚུལ་ཁྲིམས་སྐལ་བཟང་།། , 白館戒雲「A History of Logical Studies in Tibet (in Tibetan)」『SAṂBHĀṢĀ』第7号、名古屋大学印度学仏教学研究会、1986年3月、55-96頁、doi:10.18999/sambh.7.55、ISSN 0285-7154、NAID 120005521504。
- 白館戒雲 and Tshul khrims, skal bzaṇ「ラムリムチェンモ（止の章）の和訳（一）」『佛教学セミナー』第47号、大谷大学佛教学会、1988年10月、14-31頁、ISSN 0287-1556、NAID 120006724145。
- 白館戒雲「チベット語訳『歎異抄』」『大谷大学真宗総合研究所研究所紀要』第6号、大谷大学真宗総合研究所、1989年2月、1-58頁、NAID 120005854833。
- 白館戒雲「一乗思想と如来蔵思想について」『関西大学東西学術研究所紀要』第26号、関西大学東西学術研究所、1993年3月、p13-50、ISSN 02878151、NAID 120006494531。
- 白館戒雲著，伴真一朗譯（2008）。「チベットにおける大蔵経（カンギュル・テンギュル）開版の歴史概観——ナルタンを思い起こすメロディー」『真宗総合研究所研究紀要』27，頁39-116。